# Campionati italiani femminili assoluti di atletica leggera 1927
I V campionati italiani femminili assoluti di atletica leggera si sono tenuti presso lo Stadio del Littoriale di Bologna il 2 ottobre 1927. Sono stati assegnati dieci titoli in altrettante discipline.
L'evento si è svolto in concomitanza con l'incontro internazionale Italia-Ungheria di atletica leggera maschile, presso il medesimo stadio.
Rispetto alla precedente edizione, i 75 metri piani sono stati sostituiti dai 100 metri piani, mentre sono stati tolti dal programma delle gare i 400 metri piani e la staffetta 4×200 metri; la staffetta 4×100 metri ha sostituito la staffetta 4×75 metri. Il salto in lungo da fermo e il salto misto sono stati tolti dal programma, così come il pentathlon. Per quanto riguarda i lanci, getto del peso e lancio del giavellotto a due mani sono stati sostituiti dal getto del peso e lancio del giavellotto con un braccio (quelli attualmente presenti nel programma dei campionati italiani di atletica leggera).
Durante la manifestazione sono stati battuti cinque record italiani: 800 metri piani (Emilia Pedrazzani, 2'30"3/5), 83 metri ostacoli (Olga Barbieri, 14"1/5) e getto del peso (Pierina Borsani, 9,025 m), a cui si aggiungono quelli del getto del peso a due mani (Bruna Bertolini, 16,12 m) e del lancio del disco a due mani (Vittorina Vivenza, 51,14 m), ottenuti durante le gare del getto del peso e del lancio del disco.
Il titolo italiano femminile della corsa campestre fu assegnato a Milano il 6 marzo.

## Risultati

### Le gare del 2 ottobre a Bologna
| Specialità             | Oro                                                                                         | Prestazione | Argento                                                                    | Prestazione | Bronzo                                       | Prestazione            |
| Corse                  | Corse                                                                                       | Corse       | Corse                                                                      | Corse       | Corse                                        | Corse                  |
| ---------------------- | ------------------------------------------------------------------------------------------- | ----------- | -------------------------------------------------------------------------- | ----------- | -------------------------------------------- | ---------------------- |
| 100 m                  | Luigina Bonfanti SG Forza e Coraggio Milano                                                 | 13"3/5 =    | Vittorina Vivenza Associazione Sportiva Aosta                              | a 1 metro   | Olga Barbieri SG Pro Patria et Libertate     | s/t                    |
| 250 m                  | Olga Barbieri SG Pro Patria et Libertate                                                    | 37"3/5      | Ornella Galli Unione Sportiva Soresinese                                   | a 6 metri   | Emilia Pedrazzani Unione Sportiva Soresinese | s/t                    |
| 800 m                  | Emilia Pedrazzani Unione Sportiva Soresinese                                                | 2'30"3/5    | Giovanna Marchini Sempre Avanti Firenze                                    | 2'30"3/5    | Medaglia non assegnata                       | Medaglia non assegnata |
| 83 m hs                | Olga Barbieri SG Pro Patria et Libertate                                                    | 14"1/5      | Ornella Galli Unione Sportiva Soresinese                                   | 16"0        | Luisa Brambilla SG Forza e Coraggio Milano   | s/t                    |
| Staffetta 4×100 m      | SG Forza e Coraggio Milano Maria Bonfanti Beatrice Ceriani Luigina Bonfanti Amelia Schenone | 56"0        | Società Ginnastica Triestina Silia Martini Schurer Cavazzana Derna Polazzo | 57"1/5      | SG Forza e Coraggio Milano (seconda squadra) | s/t                    |
| Salti                  |                                                                                             |             |                                                                            |             |                                              |                        |
| Salto in alto          | Silia Martini Società Ginnastica Triestina                                                  | 1,35 m      | Andreina Sacco Società Ginnastica Torino                                   | 1,35 m      | Eleonora Tonelli Vis Pesaro                  | 1,30 m                 |
| Salto in alto          | Silia Martini Società Ginnastica Triestina                                                  | 1,35 m      | Andreina Sacco Società Ginnastica Torino                                   | 1,35 m      | Derna Polazzo Società Ginnastica Triestina   | 1,30 m                 |
| Salto in lungo         | Vittorina Vivenza Associazione Sportiva Aosta                                               | 4,81 m      | Luigina Bonfanti SG Forza e Coraggio Milano                                | 4,74 m      | Derna Polazzo Società Ginnastica Triestina   | 4,48 m                 |
| Lanci                  |                                                                                             |             |                                                                            |             |                                              |                        |
| Getto del peso         | Pierina Borsani Cotonificio Cantoni Castellanza                                             | 9,025 m     | Bruna Bertolini SG Forza e Coraggio Milano                                 | 8,50 m      | Andreina Sacco Società Ginnastica Torino     | 8,07 m                 |
| Lancio del disco       | Pierina Borsani Cotonificio Cantoni Castellanza                                             | 28,42 m     | Andreina Sacco Società Ginnastica Torino                                   | 28,28 m     | Matilde Moraschi SG Forza e Coraggio Milano  | 26,32 m                |
| Lancio del giavellotto | Pierina Borsani Cotonificio Cantoni Castellanza                                             | 26,83 m     | Bruna Bertolini SG Forza e Coraggio Milano                                 | 24,12 m     | Medaglia non assegnata                       | Medaglia non assegnata |

### La corsa campestre del 6 marzo a Milano
Il titolo di campionessa italiana di corsa campestre fu assegnato a Milano presso l'ippodromo di San Siro su un rettilineo di 700 metri.
| Specialità              | Oro                                          | Prestazione | Argento                                        | Prestazione | Bronzo                                  | Prestazione |
| ----------------------- | -------------------------------------------- | ----------- | ---------------------------------------------- | ----------- | --------------------------------------- | ----------- |
| Corsa campestre (700 m) | Emilia Pedrazzani Unione Sportiva Soresinese | 2'00"0      | Leandrina Bulzacchi Unione Sportiva Soresinese | s/t         | Giannina Marchini Sempre Avanti Firenze | s/t         |